# Dan-Air-Flug 240
Am 26. Juni 1981 stürzte eine Hawker Siddeley HS 748 auf einem Postfrachtflug der Dan-Air vom London Gatwick Airport zum East Midlands Airport nahe der Siedlung Nailstone, Leicestershire ab, wobei alle drei Insassen ums Leben kamen.

## Flugzeug
Das betroffene Flugzeug war eine 17 Jahre alte Hawker Siddeley HS 748-108 Srs. 2A mit dem Luftfahrzeugkennzeichen G-ASPL, die mit zwei Triebwerken des Typs Rolls-Royce Dart 533-2 ausgestattet war.

## Verlauf
Das Flugzeug startete um 17:28 Uhr Ortszeit auf dem London Gatwick Airport. Die geschätzte Ankunftszeit am Ziel war 18:25 Uhr. Das Flugzeug stieg unter Anweisungen der Flugverkehrskontrolle auf FL 100, der geplanten Reiseflughöhe (ca. 10.000 Fuß bzw. 3.050 m). Um 17:59 Uhr verließ das Flugzeug FL 100, nachdem die Piloten die Freigabe erhalten hatten auf FL 60 (ca. 6.000 Fuß bzw. 1.830 m) zu sinken. Um 18:03 Uhr zeichnete der Stimmenrekorder ein Gespräch zwischen dem Kapitän und dem Flugbegleiter auf (die Fluggesellschaft ließ auf Postflügen einen Flugbegleiter, Postal Assistant bzw. PA genannt, mitfliegen).
| Das aufgenommene Gespräch sinngemäß ins Deutsche übersetzt | Das aufgenommene Gespräch sinngemäß ins Deutsche übersetzt                                                              | Das aufgenommene Gespräch sinngemäß ins Deutsche übersetzt                                                                                    | Das aufgenommene Gespräch sinngemäß ins Deutsche übersetzt |
| Sprecher                                                   | Englisch | Deutsch |                                                            |
| ---------------------------------------------------------- | --- | --- | ---------------------------------------------------------- |
| Flugbegleiter                                              | The indicators on the rear port door are showing red                                                                    | Die Anzeigen an der hinteren Backbordtür zeigen Rot an                                                                                        |                                                            |
| Kapitän                                                    | Showing red? | Zeigen rot an? |                                                            |
| Flugbegleiter                                              | Yeah, it looks as if the it looks as if the handles (possibly 3 or 4 unintelligible words) on it showing red not normal | Ja, es sieht so aus als ob der, es sieht so aus als ob die Griffe (vielleicht 3 oder 4 unverständliche Wörter) dafür Rot zeigen, nicht normal |                                                            |
| Kapitän                                                    | Passenger door, sorry                                                                                                   | Passagiertür, Entschuldigung |                                                            |
| Flugbegleiter                                              | Yeah | Ja |                                                            |
| Kapitän                                                    | Oh | Oh |                                                            |

Als der Flugbegleiter seine Beobachtungen mitteilte, befand sich das Flugzeug noch im Sinkflug mit einer Geschwindigkeit von 210 kn (390 km/h). Kurz darauf wurde die Triebwerksleistung reduziert und das Flugzeug ging zeitweise in den Horizontalflug über, während die Geschwindigkeit auf 140 kn (260 km/h) sank. Während dies geschah, machte der Copilot eine Bemerkung über einen „starken Aufwind“, die der Kapitän mit den Worten „Nein, die hintere Passagiertür.......der Backbord-Passagiertür zeigen entriegelt an“ erwiderte. Die Bemerkung des Kapitäns und sein Handeln zu diesem Zeitpunkt deuten darauf hin, dass er um die Sicherheit der Tür und die Auswirkungen auf den Kabinendruck sehr besorgt war. In der Folge ordnete er die Erhöhung des Tempos an, mit der der Kabinendruck in Vorbereitung auf die Landung bereits abgesenkt wurde. Er wies den Flugbegleiter außerdem an, sich im vorderen Teil der Kabine aufzuhalten, für den Fall, dass die Tür aufgerissen würde. Der Kapitän hoffte, dass sein Handeln das Risiko hierfür vermindern würde, aber gleichzeitig verringerte er vorsichtshalber die Geschwindigkeit, um den Aufprallschaden an der Höhenflosse zu minimieren, sollte sich die Tür lösen. Um 18:06 Uhr ging das Flugzeug gemäß der Freigabe auf FL 60 in den Horizontalflug über.
Um 18:08 Uhr wurden die Piloten von der Flugverkehrskontrolle angewiesen, Verbindung mit der Anflugkontrolle Castle Donington (dem Rufzeichen von East Midlands Airport) aufzunehmen. Nachdem die Verbindung mit Castle Donington hergestellt war, erhielten die Piloten die Freigabe auf 3.000 Fuß (ca. 915 m) zu sinken. Zu diesem Zeitpunkt betrug die Fluggeschwindigkeit 135 kn (250 km/h). Der Kapitän reduzierte die Triebwerksleistung und leitete einen Sinkflug mit einer Geschwindigkeit von 150 kn (280 km/h) ein. Die Hintergrundgeräusche auf dem Stimmenrekorder änderten sich um 18:09:30 Uhr, als das Flugzeug durch eine Höhe von 5.450 Fuß (ca. 1.660 m) sank. Die Änderung war abrupt und gekennzeichnet durch ein stoßartiges Geräusch, welches typisch ist für einen schnellen Kabinendruckverlust durch das Öffnen einer Tür (später wurde festgestellt, dass sich die Gepäcktür – die hintere rechte Tür – im Flug geöffnet hatte). Die Hintergrundgeräusche verstärkten sich allmählich in einer Art, die mit einer Zunahme der Fluggeschwindigkeit übereinstimmten. Außerdem war eine Anzahl ungewöhnlicher Geräusche zu hören, einschließlich einer starken Vibration. Die Aufzeichnungen des Flugdatenschreibers und des Stimmenrekorders gingen vom Zeitpunkt des Auftretens des Druckabfalls noch siebzig Sekunden weiter; es wird angenommen, dass das Aufzeichnungsende mit dem Zeitpunkt des Aufschlagens des Rumpfes auf den Boden übereinstimmt. Der Kabinendruckverlust trat auf, als sich das Flugzeug in der Umgebung von Market Bosworth befand.
Die Bemerkungen des Kapitäns deuteten darauf hin, dass fast sofort nach dem Druckabfall etwas sehr Heftiges mit dem Flugzeug passiert war und nach nur elf Sekunden bat er den Copiloten, einen Mayday-Notruf abzusetzen. Außerdem wies er den Flugbegleiter an, sich anzuschnallen. In seiner Notmeldung berichtete der Copilot dem Castle Donington Fluglotsen: „Wir möchten einen Direktanflug. Wir haben, ähh, hatten einen heftigen Druckabfall, ähh, es sieht aus als hätten wir unsere hintere Tür verloren und wir haben ein ernsthaftes Steuerproblem“. Er wurde daraufhin angewiesen, auf 2.000 Fuß (610 m) zu sinken und Kurs 360° für einen Zwei-Meilen-(3,7 km)-Endanflug zu steuern. Er bestätigte dies und bat in einem unterbrochenen Funkspruch darum, Rettungsdienste bereitzustellen. Als die Flugsicherung diese Notfallmeldung erhielt, alarmierte sie die Rettungskräfte des Flughafens und die Polizei. Die Radarlotsin bemerkte, dass sich das Flugzeug nach rechts über den zugewiesenen Kurs hinaus bewegte. Trotz mehrerer Nachfragen erhielt sie keine Antwort und es wurde auch kein Funkkontakt aufgenommen. Als das Flugzeug 8 Meilen (ca. 15 km) südsüdwestlich des Flugplatzes vom Radarbildschirm verschwand, fragte die Lotsin die Besatzung eines anderen Flugzeug, welches in der Nähe war. Etwa drei Minuten nach Senden des Funkspruchs erreichte eine Meldung  der Polizei von einem Flugzeugabsturz die Flugsicherung. Als dies bestätigt wurde, wurde die Suche nach dem Flugzeug abgebrochen. Viele Augenzeugen sahen den Absturz, wobei deren Beschreibungen z. T. sehr unterschiedlich waren.

## Ursache
Die Air Accidents Investigation Branch ermittelte in diesem Fall. Als Unfallursache wurde ein Versagen der Gepäcktür festgestellt, welche sich löste und dann an der Vorderkante der rechten Höhenflosse hängen blieb, was die aerodynamischen Eigenschaften derartig veränderte, dass das Flugzeug nicht mehr gesteuert werden konnte. Das Versagen der Gepäcktür konnte auf mehrere Faktoren und Probleme zurückgeführt werden:
- Die Verriegelung der Gepäcktür hatte einen Defekt, wodurch die oberen und unteren Klauenverschlüsse ihre Synchronisation verloren hatten (die oberen Klauenverschlüsse waren nicht geometrisch verschlossen, während die unteren über die Totpunktlage hinaus verschlossen waren)
- Das System, welches eigentlich die Besatzung vor dem Versagen hätte warnen sollte, versagte
- Die Gepäcktür konnte mit dem äußeren Verschlusshebel nicht vollständig geschlossen werden, doch die Gepäcktür wurde mit dem äußeren Hebel geschlossen, sodass die Tür die ganze Zeit lang nicht richtig verschlossen war
- An der Gepäcktür gab es zwar ein Kontrollfenster, doch es war unmöglich zu überprüfen, ob die Tür korrekt verschlossen war

Der Flugdatenschreiber zeigte, dass das Flugzeug sich während der Dekompression 6°-8° nach rechts und etwas nach oben neigte. Zehn Sekunden nach der Dekompression begann sich das Flugzeug immer weiter nach rechts zu neigen, die Flugzeugnase senkte sich und das Flugzeug ging in einen zunehmend steilen Sturzflug über, in dessen Verlauf die Geschwindigkeit auf 230 kn (ca. 425 km/h) stieg und durch die hohen Belastungen (abrupte Änderung der Längsneigung) es schließlich zur strukturellen Überlastung des Flugzeugs kam, wodurch beide Tragflächen noch vor dem Aufprall abrissen. Um 18:10:39 Uhr schlug das Flugzeug schließlich auf. Bei den Ermittlungen wurden verschiedene Tests im Windkanal durchgeführt, um die Auswirkungen einer am Höhenleitwerk hängenden Gepäcktür zu überprüfen.
Zuerst wurde das Szenario einer am Türrahmen hängenden Gepäcktür untersucht. Dabei konnte keine Veränderung am Auftrieb, aber eine Erhöhung des Widerstands und ein Verlust an Stabilität und an Wirkung des Höhenleitwerks festgestellt werden. Danach wurde die Situation, dass die Gepäcktür am Höhenleitwerk hing, untersucht. Die Tests zeigten unabhängig vom Punkt, an dem die Gepäcktür hing, dasselbe Muster.

## Sicherheitsempfehlungen
Es wurden mehrere Sicherheitsempfehlungen im Bericht genannt:
- 1: Die Überprüfung  des Türwarnungs- und anzeigensystems der BAe 748, um unglaubwürdige und mehrdeutige Anzeigen auszuschließen, besonders in Bezug auf:
- a) den Wunsch, die kritischen Bestandteile des Verriegelungsmechanismus von innen sichtbar zu machen

- b) das Verbessern des Betriebs der mechanischen Anzeigen, damit sie nur dann eine positive Anzeige anzeigen, wenn die Tür auch sicher verschlossen ist

- c) Die druck- und geschwindigkeitsabhängigen Schließmechanismen (falls eingebaut) sollen weniger abhängig sein von der exakten Position der jeweils zweiten Verriegelungen

- 2. Das elektrische Warnsystem sollte überprüft werden, um die Zuverlässigkeit der Warnanzeigen im Cockpit zu verbessern und um das Lokalisieren geöffneter Verriegelungen zu unterstützen.
- 3. Die Civil Aviation Authority und der Flugzeughersteller überprüfen die Wartungshandbücher für die BAe 748, um die Durchführung der Fehlerdiagnose und der Abnutzungsgrenzmaße für die kritischeren Systeme des Flugzeugs, wie z. B. das Türverriegelungssystem, für das Wartungspersonal zu verbessern
- 4. Die CAA spricht mit den Betreibern und Herstellern über die Einführung eines effektiven Systems, um wiederkehrende Mängel zu erkennen, zu untersuchen und um sie zu beheben
- 5. Die Erweiterung des MOR-Systems (Mandatory Occurrence Reporting, Pflichtmeldesystem für Vorfälle), damit die Hersteller britischer Flugzeuge Informationen über Zwischenfälle mit im Ausland registrierten Flugzeugen liefern müssen, soweit sie davon Kenntnis erhalten haben.